# Магма
Магма (од античке грчке речи μάγμα (mágma) са значењем „дебело мазиво”) стопљени је или парцијално стопљени стенски материјал силикатног састава, која се није излила на површину Земље већ се током кретања утискује у Земљину кору (највиши део мантла и литосферу). Очвршћавањем магме формирају се интрузивне магматске стене (магматити). Магма може садржати суспендоване мехурове гасова и кристале. Магма се налази испод површине Земље, а докази о магматизму откривени су и на другим терестричким планетама и неким природним сателитима. Поред растопљене стене, магма може да садржи и суспендоване кристале и мехуре гаса.
Магма је комплексни високотемпературни флуидни материјал. Температуре већине магми крећу се у распону од 650° C до 1300° C, али врло ретки карбонатитни растопи могу бити температуре испод 600° C, док коматитни растопи могу имати температуре веће од 1600° C. Средине у којима настаје магма и састав настале магме су повезани. Ове средини могу бити зоне субдукције, зоне континенталног рифтовања, средњоокеански гребени и вруће тачке. Састав магме може еволуирати фракционом кристализацијом, контаминацијом и мешањем магми.
Магма настаје топљењем плашта или коре на различитим тектонским поставкама, које на Земљи укључују зоне субдукције, континенталне зоне рифтова, средокеанске гребене и жаришта. Магма и растопи плашта мигрирају нагоре кроз кору где се сматра да су ускладиштени у коморама магме или зонама транскристалне кристалима богате каше. Током њиховог складиштења у кори, композиције магме могу бити модификоване фракционом кристализацијом, контаминацијом растопима коре, мешањем магме и отплињавањем. Након успона кроз кору, магме могу напајати вулкан кроз који бивају истиснуте у облику лаве, или се могу учврстити под земљом да би створили интрузиви, као што је магматски дајк или сил.
Мада се проучавање магме историјски ослањало на посматрање магме у облику токова лаве, на магму се три пута наишло  током пројеката геотермалног бушења - два пута на Исланду (види Употреба у производњи енергије) и једном на Хавајима.

## Температура магме
Температура магме, која је врло висока, може се директно мерити само на живим вулканима. Ова температура је увек нешто измењена и може бити нижа услед дугог транспорта при чему се врши хлађење растопа или чак и више услед оксидације. Непосредним мерењима добијене су температуре између 1400 и 900 *C. За тачније одређивање температуре служе у ствари минерали чије температуре кристализације (односно топљења) познајемо и њих зовемо геолошки термометри. На основу података мерења, геолошких термометара и лабораторијских опита дошло се до закључка да је температура магме између 1500 (Ултрабазичне) до 1000 *C (киселе магме).

### Природне магме
Природне магме почињу кристализацију на око 900-600 *C, ретко изнад 1000*C. Велика количина лакоиспарљивих компонената смањује температуру почетка кристализације.

## Притисак у магми
Посматрајући магму у унутрашњости земљине коре можемо разматрати две врсте притиска који у тој средини дејствују:

### Унутрашњи притисак
Унутрашњи притисак се јавља у магми као последица дејства присутних лакоиспарљивих компонената. Углавном је мали али се са концентрисањем гасова може јако повећати. Он има велики утицај на ток изливања лава јер магме богате волатилнијама, прво су јаче покретљиве а затим, због снажних унутрашњих притисака обично имају снажне ерупције праћење експлозијама.

### Спољашњи притисак
Спољашњи притисак се јавља као последица дубине на којој се магма налази (хидростатички притисак) и он игра велику улогу на великим дубинама док је у плићим нивоима мали или безначајан. У овим нивоима међутим, велику улогу може играти усмерени притисак потенциран тектонским покретима. Овај притисак зовемо стрес.

## Вискозитет магме
Вискозитет магматског растопа представља у ствари отпор који магма пружа према течењу.
Вискозитет растопа зависи од температуре и односа компонената у њој. Растопи богати са SiO2 и Al2O3, већег су вискозитета од оних обогаћених магнезијумом и гвожђем. Пад температуре повећава вискозитета а количина лакоиспарљивих састојака ако је повећана битно га смањује. Вискозитет се директно рефлектује на њихово понашање приликом изливања. Киселе вискозне магме, тешко теку, граде купасте изливе неравних површина. Базичне, мало вискозне магме теку брзо, граде плочасте изливе углавном равних површина.

## Физичка и хемијска својства
Магма се састоји од течности у којој се обично налазе суспендовани чврсти кристали. Како се магма приближава површини, а притисак преоптерећења опада, растворени гасови почињу да се одвајају од течности као мехурићи, тако да се магма у близини површине састоји од чврсте, течне и гасне фазе.

### Композиција
Већина магматских течности богата је силицијум диоксидом. Ретке несиликатне магме могу настати локалним топљењем несиликатних минералних наслага или раздвајањем магме у одвојене немешљиве силикатне и несиликатне течне фазе.
Силикатне магме су растопљене смеше у којима доминирају кисеоник и силицијум, најзаступљенији хемијски елементи у Земљиној кори, са мањим количинама алуминијума, калцијума, магнезијума, гвожђа, натријума и калијума и мањим количинама многих других елемената.. Петролози рутински изражавају састав силикатне магме у смислу тежине или моларног масеног удела оксида главних елемената (осим кисеоника) присутних у магми.
Пошто се примећује да су многа својства магме (попут вискозности и температуре) у корелацији са садржајем силицијум диоксида, силикатне магме су подељене у четири хемијска типа на основу садржаја силицијум диоксида: фелсична, средња, мафична и ултрамафична.

#### Фелсична магма
Фелсичне или силицијумске магме имају садржај силицијум диоксида већи од 63%. Оне обухватају риолитне и дацитне магме. Са тако високим садржајем силицијум диоксида, ове магме су изузетно вискозне, у распону од 108 cP за врућу риолитну магму на 1.200 °C (2.190 °F) до 1011 cP за хладну риолитну магму на 800 °C (1.470 °F). Поређења ради, вода има вискозност од око 1 cP. Због ове врло високе вискозности, фелсичне лаве обично експлозивно еруптирају да би произвеле пирокластичне (фрагментарне) наслаге. Међутим, риолитне лаве повремено ефузивно избијају формирајући лавске гребене, куполе лаве или „потоке“ (који су густи, кратки токови лаве). Лаве се типично фрагментирају док бивају истиснуте, стварајући блок тока лаве. Они често садрже опсидијан.
Фелсичне лаве могу избијати на ниским температурама од 800 °C (1.470 °F). Необично вруће (> 950 °C;> 1.740 °F) риолитне лаве могу, међутим, тећи на растојања од неколико десетина километара, као на пример у равници Снејк реке на северозападу Сједињених Држава.

#### Средња магма
Интермедијарне или андезитне магме садрже 52% до 63% силицијум диоксида, а ниже су у алуминијуму и обично су нешто богатије магнезијумом и гвожђем од фелсичних магми. Средње лаве формирају куполе андезита и блокирају лаве, и могу се појавити на стрмим композитним вулканима, као у Андима. Оне су такође су често топлије, у опсегу од 850 до 1.100 °C (1.560 до 2.010 °F. Због нижег садржаја силицијум диоксида и виших еруптивних температура, оне имају тенденцију да буду много мање вискозне, са типичном вискозношћу од 3,5 × 106 cP на 1.200 °C (2.190 °F). Ово је нешто веће од вискозности глатког путера од кикирикија. Интермедијарне магме показују већу тенденцију стварања фенокриста. Виши садржаји гвожђа и магнезијума имају тенденцију да се манифестују као тамнија подлога, укључујући фенокристе амфибола или пироксена.

#### Мафичне магме
Мафичне или базалтне магме имају садржај силицијум диоксида од 52% до 45%. Оне су карактеристичне по њиховом високом феромагнезном садржају, и углавном еруптирају на температурама од 1.100—1.200 °C (2.010—2.190 °F). Вискозности могу бити релативно нискi, око 104 до 105 cP, иако је то још увек за много редова магнитуде веће од воде. Ова вискозност је слична оној у кечапу. Базалтне лаве теже да производе штитасте вулкане ниског профила или поплавне базалте, јер флуидна лава тече на велике удаљености од вентилационог отвора. Дебљина базалтне лаве, посебно на малом нагибу, може бити много већа од дебљине тока лаве која се креће у било ком тренутку, јер се базалтна лава може „надувати“ напајањем лаве испод очврснуте коре. Већина базалтних лава су типа ʻAʻā или пахоихои, уместо блок лаве. Под водом могу да формирају лавне јастуке, који су прилично слични лавама типа пахоихои на копну.

#### Ултрамафичне магме
Ултрамафичне магме, попут пикритичног базалта, коматита, и високо магнезијумске магме које формирају бонинит, доводе композицију и температуре до крајњих граница. Све имају садржај силицијум диоксида испод 45%. Коматити садрже преко 18% магнезијум оксида и сматра се да су еруптирали на температурама од 1.600 °C (2.910 °F). На овој температури практично нема полимеризације минералних једињења, што ствара изузетно покретну течност. Сматра се да су вискозности коматитних магми ниске од 100 до 1000 cP, слично као и код лаких моторних уља. Већина ултрамафичних лава није млађа од протерозоика, са неколико ултрамафичних магми познатих из фанерозоика у Централној Америци које се приписују врућим магматским плаштовима. Није позната ниједна модерна коматитска лава, јер се Земљин плашт превише охладио да би створио високо магнезијумске магме.

#### Алкалне магме
Неке силицијске магме имају повишен садржај оксида алкалних метала (натријумa и калијумa), посебно у регионима континенталног рифта, подручјима која прекривају дубоко удубљене плоче или на врућим тачкама између плоча. Њихов садржај силицијум диоксида може се кретати од ултрамафичног (нефелинити, базанити и тефрити) до фелсичног (трахити). За њих је вероватније да ће настати на већим дубинама плашта од субалкалних магми. Оливинске нефелинитне магме су ултрамафичне и високо алкалне, и сматра се да су дошле из много дубљег плашта Земље од других магми.
| \| Компонента \| Нефелинит \| Толеитски пикрит \| Толеитски базалт \| Андезит \| Риолит \| \| ---------- \| --------- \| ---------------- \| ---------------- \| ------- \| ------ \| \| 2 \| 39,7 \| 46,4 \| 53,8 \| 60,0 \| 73,2 \| \| \| 2,8 \| 2,0 \| 2,0 \| 1,0 \| 0,2 \| \| \| 11,4 \| 8,5 \| 13,9 \| 16,0 \| 14,0 \| \| \| 5,3 \| 2,5 \| 2,6 \| 1,9 \| 0,6 \| \| \| 8,2 \| 9,8 \| 9,3 \| 6,2 \| 1,7 \| \| \| 0,2 \| 0,2 \| 0,2 \| 0,2 \| 0,0 \| \| \| 12,1 \| 20,8 \| 4,1 \| 3,9 \| 0,4 \| \| \| 12,8 \| 7,4 \| 7,9 \| 5,9 \| 1,3 \| \| Na2O \| 3,8 \| 1,6 \| 3,0 \| 3,9 \| 3,9 \| \| \| 1,2 \| 0,3 \| 1,5 \| 0,9 \| 4,1 \| \| \| 0,9 \| 0,2 \| 0,4 \| 0,2 \| 0,0 \| | Толеитска базалтна магма (53,8%) (13,9%) (9,3%) (7,9%) (4,1%) (3,0%) (2,6%) (2,0%) (1,5%) (0,4%) (0,2%) | Риолитна магма (73,2%) (14%) (1,7%) (1,3%) (0,4%) (3,9%) (0,6%) (0,2%) (4,1%) (0,%) |                  |         |        |
| Компонента | Нефелинит                                                                                               | Толеитски пикрит                                                                    | Толеитски базалт | Андезит | Риолит |
| --- | --- | ----------------------------------------------------------------------------------- | ---------------- | ------- | ------ |
| 2 | 39,7 | 46,4                                                                                | 53,8             | 60,0    | 73,2   |
| | 2,8 | 2,0                                                                                 | 2,0              | 1,0     | 0,2    |
| | 11,4 | 8,5                                                                                 | 13,9             | 16,0    | 14,0   |
| | 5,3 | 2,5                                                                                 | 2,6              | 1,9     | 0,6    |
| | 8,2 | 9,8                                                                                 | 9,3              | 6,2     | 1,7    |
| | 0,2 | 0,2                                                                                 | 0,2              | 0,2     | 0,0    |
| | 12,1 | 20,8                                                                                | 4,1              | 3,9     | 0,4    |
| | 12,8 | 7,4                                                                                 | 7,9              | 5,9     | 1,3    |
| Na2O | 3,8 | 1,6                                                                                 | 3,0              | 3,9     | 3,9    |
| | 1,2 | 0,3                                                                                 | 1,5              | 0,9     | 4,1    |
| | 0,9 | 0,2                                                                                 | 0,4              | 0,2     | 0,0    |